# Anne Lynch Botta
Pour les articles homonymes, voir Lynch et Botta.
Anne Charlotte Lynch, aussi connue sous le nom de Anne Charlotte Botta (11 novembre 1815 à Bennington - 23 mars 1891 à New York) est une poétesse, sculptrice, historienne de la littérature et salonnière américaine.
Son salon est le centre de réunion principal de l'élite littéraire américaine de son époque. Elle crée le prix Botta de l'Académie Française qui récompense le meilleur essai sur le sujet de « La condition féminine ».

## Biographie

### Premières années et éducation
Anne Charlotte Lynch naît à Bennington, dans le Vermont. Son père le dublinois Patrick Lynch prend part à la rébellion irlandaise de 1798. Il est emprisonné puis banni d'Irlande. Il arrive aux États-Unis à l'âge de 18 ans et créé à Bennington une entreprise de mercerie. Il y rencontre sa future épouse, Charlotte Gray (1789-1873), fille du lieutenant de la guerre d'indépendance des Etats-Unis, le colonel Ebenezer Gray (1743-1795). Patrick Lynch et Charlotte Gray se marient en 1812. Ils ont un fils, Thomas Rawson Lynch (1813-1845), et une fille, Anne Charlotte.
Le père d'Anne Charlotte meurt en 1819, dans un naufrage au large de Puerto Principe, dans les Antilles. Après sa mort, la famille déménage à Hartford, dans le Connecticut, où Anne et son frère sont envoyés dans les meilleures écoles. À l'âge de seize ans, elle est envoyée à l'Albany Female Academy, où elle obtient son diplôme avec grande distinction en 1834 et y reste comme enseignante pendant quelques années,.

### Société littéraire
Elle déménage à Providence avec sa mère en 1838, où elle continue à enseigner. En 1841, elle compile et édite « The Rhode Island Book », un recueil de poèmes et de vers des meilleurs écrivains régionaux de l'époque, dont deux poèmes. Elle commence également à inviter ces écrivains chez elle pour ses réceptions du soir. Il est dit en 1843 que « la meilleure société littéraire de Providence se trouvait dans le salon de Miss Lynch ».
En 1845, Anne rencontre la célèbre actrice Fanny Kemble, dont elle devient une proche amie et qui la présente à un cercle littéraire plus large. La même année, elle déménage à Manhattan avec sa mère. Elle commence à enseigner la composition anglaise à la Brooklyn Academy for Young Ladies. Elle continue à écrire et est publiée dans des périodiques tels que le New-York Mirror, The Gift, The Diadem, Home Journal, et la Democratic Review. À New York, elle poursuit ses réceptions littéraires qu'elle tient tous les samedis soirs. C'est à l'une de ces réceptions qu'elle présente l'inconnu Edgar Allan Poe à la société littéraire de New York et lui laisse la possibilité de réciter pour la première fois son poème « The Raven ». En 1848, son livre Poems est publié par George P. Putnam. Edgar Allan Poe dit d'elle : « Elle est chevaleresque, elle se sacrifie, égale à n'importe quel destin, capable même de martyre, pour tout qui lui semblerait une cause sainte. Elle a un passe-temps, et c'est l'idée du devoir ».
Anne Lynch vit à Washington DC de 1850 à 1853, tout en étant la secrétaire personnelle du sénateur Henry Clay.

### Mariage

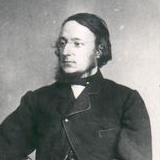
Vincenzo Botta.

Anne voyage en Europe en 1853, où elle rencontre Vincenzo Botta, un professeur italien de philosophie à Turin. Ils se marient en 1855. Elle raconte à un ami intime que son mariage « a satisfait son jugement, a plu à son imagination et, surtout, a rempli son cœur ».

### Réceptions du soir
Pendant de nombreuses années, elle est connue pour ses salons réunissant des personnalités de premier plan, chez elle sur West 37th Street. Contrairement aux autres salons, qui servaient de moyen d'être vus pour la haute société new-yorkaise, ses réceptions offrent un espace créatif dans lequel les artistes peuvent se rencontrer et collaborer. On dit de ses salons que personne n'y est négligé ou traité comme une célébrité, et chacun en ressort stimulé, rafraîchi et heureux. Aux réceptions de Mme Botta tous les samedis soirs, les participants y rencontrent les écrivains, acteurs et artistes les plus connus, tels que Poe, Margaret Fuller, Ralph Waldo Emerson, Amos Bronson Alcott, Louisa May Alcott, Horace Greeley, Richard Henry Stoddard, Andrew Carnegie, Mary Mapes Dodge, Julia Ward Howe, Charles Butler, Fitz-Greene Halleck, Delia Bacon, Grace Greenwood, Bayard Taylor, William Cullen Bryant, Helen Hunt Jackson, l'actrice Fanny Kemble, Daniel Webster et bien d'autres,. Son amie Kate Sanborn  commence sa carrière de conférencière littéraire lors de ces réceptions. Lors de sa tournée de conférences aux Etats-Unis en 1882, Oscar Wilde assiste à l'une de ses réceptions.
Un écrivain de Boston déclare : « Ce n'est pas tant ce que Mme Botta a fait pour la littérature avec sa propre plume, que ce qu'elle a aidé les autres à faire, qui fera de son nom une partie de l'histoire littéraire du pays ». 

### Dernières années

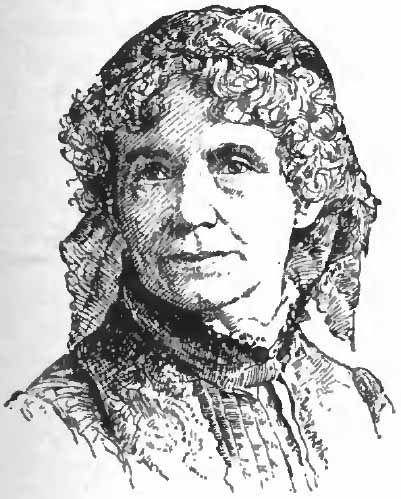
Anne Charlotte Lynch Botta.

En 1860, Anne publie Handbook of Universal Literature, qui contient des comptes rendus concis des auteurs et de leur travail. Elle écrit : « Ce travail a été commencé il y a de nombreuses années, comme un exercice littéraire, pour répondre aux exigences personnelles de l'écrivain ». Ce livre est utilisé comme manuel dans de nombreux établissements d'enseignement. Elle encourage également la création du Barnard College.
Elle est aussi une sculptrice de bustes. Sa sculpture de Charles Butler, réalisée en marbre, est offerte à l'Université de New York. Elle dit : « La beauté dans l'art, à mon avis, ne consiste pas simplement à copier la nature, mais à conserver les vrais traits du sujet, et à leur insuffler un souffle de vie spirituelle, qui devrait les amener à leur forme idéale ».
Elle décède des suites d'une pneumonie aiguë en 1891 à 76 ans et est enterrée au cimetière de Woodlawn dans le Bronx,.
Elle refuse d'écrire une autobiographie. Après sa mort, son mari recueille sa correspondance, des poèmes et des informations biographiques pour publier un livre en 1893, Memoirs of Anne C. L. Botta: Written by Her Friends. Son amie Mme L. Runkle écrit à son sujet : « La vie était le matériau avec lequel elle travaillait ».

## Archives
Les archives d'Anne Lynch Botta sont conservées à la bibliothèque de l'Université Brown. Elles sont accessibles sur le site Riamco (Rhode Island Archival and Manuscript Collections Online).

## Prix Botta Académie française
Mme Botta, sensibilisée par les épreuves subies par les Parisiens pendant la guerre de 1870, recueille auprès d'artistes, d'auteurs et d'hommes publics qu'elle fréquente, de l'argent pour les Parisiens victimes de la guerre. Mais l'aide arrivant trop tard, elle en fait don à l'Académie française pour la fondation d'un prix à décerner tous les cinq ans au meilleur ouvrage sur le thème suivant : la femme, et de quelle manière ses relations domestiques, sociales et politiques pourraient être modifiées dans l'intérêt d'une civilisation plus haute.

## Œuvres
- (en) Poems, Gale Ecco, 1849, rééd. 1 février 2012, 218 p. (ISBN 978-1-275-70511-1, lire en ligne),
- (en) Handbook of Universal Literature, Nabu Press, 1883, rééd. 22 septembre 2011, 592 p. (ISBN 978-1-246-34480-6, lire en ligne),
- (en) Vincenzo Botta (dir.), Memoirs of Anne C. L. Botta, University of Michigan Library, 1894, rééd. 13 septembre 2006, 484 p. (ISBN 978-1-4255-5313-5, lire en ligne),